# Hamlin Garland

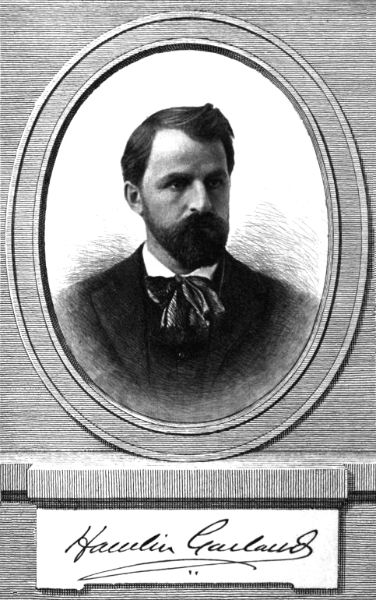
Hamlin Garland

Hannibal Hamlin Garland (n. 14 septembrie 1860 - d. 4 martie 1940) a fost un scriitor american.
În romanele sale, critica socială se împletește cu eticismul viziunii romantice din tradiția "Local Color" a lui William Dean Howells.

## Opera
- 1894: Idoli sfărâmați ("Crumbling Idols")
- 1895: Trandafirul de la Dutcher's Cooly ("Rose of Dutcher's Cooly")
- 1907: Magia banului ("Money Magic")
- 1917: Un fiu al frontierei mijlocii ("A Son of the Middle Border")
- 1921: O fiică a frontierei mijlocii ("A Daughter of the Middle Border").